# 下構町
下構町（しもがまえちょう）は、愛知県名古屋市昭和区の地名。現行行政地名は下構町1丁目及び下構町2丁目。住居表示未実施。

## 地理
名古屋市昭和区中央南部に位置する。東は塩付通、西は桜山町に接する。

## 歴史

### 町名の由来
広路町の字名に由来する。

### 沿革
- 1927年（昭和2年）6月20日 - 中区広路町の一部により、同区下構町として成立[1]。
- 1937年（昭和12年）10月1日 - 昭和区成立に伴い、同区下構町となる[1]。

## 世帯数と人口
2019年（平成31年）1月1日現在の世帯数と人口は以下の通りである。
| 町丁   | 世帯数  | 人口  |
| ------ | ------- | ----- |
| 下構町 | 259世帯 | 445人 |

## 学区
市立小・中学校に通う場合、学校等は以下の通りとなる。また、公立高等学校に通う場合の学区は以下の通りとなる。
| 番・番地等 | 小学校               | 中学校               | 高等学校 |
| ---------- | -------------------- | -------------------- | -------- |
| 全域       | 名古屋市立松栄小学校 | 名古屋市立桜山中学校 | 尾張学区 |

## 施設
- 若杉作業所[7]
- 桜山通勤寮[7]

名古屋市が設置し、社団法人「手をつなぐ親の会」が経営する知的障害者通勤寮で、1976年（昭和51年）6月16日開所。
- 桜山いこいの家[7]

名古屋市が設置し、社団法人「手をつなぐ親の会」が経営する心身障害児いこいの家で、1976年（昭和51年）6月16日開所。
- 真宗大谷派昭和寺[7]
- 石仏郵便局[7]

## その他

### 日本郵便
- 郵便番号 : 466-0025[4]（集配局：昭和郵便局[12]）。